# Сухі ліси долини Патії
Сухі ліси долини Патії (ідентифікатор WWF: NT0225) — неотропічний екорегіон тропічних та субтропічних сухих широколистяних лісів, розташований в Андах на південному заході Колумбії.

## Географія
Екорегіон гірських лісів долини Патії розташований на південному заході Колумбії, у внутрішніх міжгірських долинах Колумбійських Анд. Він охоплює долину річки Патія, яка бере початок в горах Кордильєри-Сентраль або Центрального хребта, на схилах вулкану Сотара, неподалік від витоку Кауки. Далі Патія тече на захід, прорізає гори Кордильєри-Оксиденталь або Західного хребта, та впадає у Тихий океан.
У верхів'ях річка Патія протікає через високогірні хмарні ліси, а у нижній течії — через вологі низинні ліси регіону Чоко. У середній течії річки, розташованій на висоті від 600 до 900 м над рівнем моря, поширені сухі тропічні ліси. Серед головних річок басейну Патії слід відзначити Кількасе, Гуачіконо, Майо, Хунамбу, Пасто та Гуайтаро. Майже з усіх боків посушливі міжандійські долини Патії та її приток оточені гірськими лісами Північно-Західних Анд. Ґрунти регіону мають осадове походження, а також містять багато вулканічного попелу від сусідніх вулканів Пурасе та Сотара.

## Клімат
В межах екорегіону переважає мусонний клімат (Am за класифікацією кліматів Кеппена) або саванний клімат (Aw за класифікацією Кеппена). Оскільки навколишні гірські хребти Колумбійських Анд формують дощову тінь, опадів у долині Патії випадає менше, ніж у навколишніх горах. Середньорічна кількість опадів тут не перевищує 900 мм, більшість з яких випадає під час двох сезонів дощів — з квітня по червень та з жовтня по листопад.

## Флора
Первинний рослинний покрив екорегіону був представлений сухими тропічними лісами, подібними до інших сухих лісів посушливих долин Колумбійських Анд, таких як сухі ліси долини Магдалени та сухі ліси долини Кауки. Ізоляція долини Патії від інших міжандійських долин Колумбії призвела до високого рівня ендемізму місцевої флори.
Більша частина природної рослинності екорегіону була знищена людьми внаслідок розвитку землеробства, надмірного випасу худоби, а також спричинених людьми пожеж. Наразі найпоширенішими видами дерев в регіоні є горлянкові дерева (Crescentia cujete), бавовняні дерева (Ceiba pentandra), вест-індійські в'язи (Guazuma ulmifolia), запашні бурзери (Bursera graveolens), жовті момбіни (Spondias mombin), барвисті баугінії (Bauhinia picta) та какаові гліріцидії (Gliricidia sepium), а також такі інтродуковані види, як золотий дощ (Cassia fistula). У деяких районах зустрічаються колумбійські волохаті кактуси (Pilosocereus colombianus) та різні види опунції (Opuntia spp.). Серед скельних відслонень та валунів зростають вражаючі орхідеї блискучі лавелії (Laelia splendida).

## Фауна
Серед поширених в екорегіоні ссавців слід відзначити американську мазаму (Mazama americana), ошийникового пекарі (Dicotyles tajacu), пуму (Puma concolor), оцелота (Leopardus pardalis), майконга-крабоїда (Cerdocyon thous), центральноамериканського агуті (Dasyprocta punctata), рудохвосту вивірку (Sciurus granatensis), південного опосума (Didelphis marsupialis) та дев'ятипоясного броненосця (Dasypus novemcinctus).
Серед птахів, поширених в залишках сухих лісів екорегіону, слід відзначити коричневого талпакоті (Columbina talpacoti), колумбійську амазилію-берила (Chrysolampis mosquitus), великодзьобого канюка (Rupornis magnirostris), колумбійського аратингу (Psittacara wagleri), сивого пересмішника (Mimus gilvus), блакитну саяку (Thraupis episcopus) та смугастоволого зернолуска (Saltator striatipectus). Майже ендемічними представниками регіону є колумбійські копетони (Myiarchus apicalis) та чагарникові танагри (Stilpnia vitriolina). Раніше серед стрімких скелястих схилів у долинах Хунамбу та Гуайтаро гніздилися рідкісні андійські кондори (Vultur gryphus), однак наразі вони тут вимерли.

## Збереження
Природа екорегіону значно постраждала від діяльності людини, зокрема від розчистки земель під сільськогосподарські угіддя та поселення, а також від надмірного випасу худоби, полювання та будівництва доріг. Лише у віддалених частинах регіону збереглися невеликі ділянки відносно незайманої рослинності. Природоохоронні території в екорегіоні відсутні.